# Siegfried Taubert (SS-Mitglied)
Siegfried Taubert (* 11. Dezember 1880 in Brallentin, Pommern; † 13. Februar 1946 in Kiel) war zur Zeit des Nationalsozialismus Burghauptmann der Wewelsburg und Leiter der dort angesiedelten SS-Schule Haus Wewelsburg, SS-Obergruppenführer, General der Waffen-SS und Polizeigeneral.

## Leben
Siegfried Taubert wurde am 11. Dezember 1880 in Brallentin als Sohn eines evangelischen Pfarrers geboren. Nach dem bestandenen Abitur schlug er die militärische Laufbahn ein und war zunächst Fahnenjunker beim Infanterie-Regiment Herzog Ferdinand von Braunschweig 57 in Wesel/Westfalen. Aus der am 5. Mai 1904 mit der Niederländerin Arnoldine Johanna Juta geschlossenen Ehe gingen drei Kinder hervor, darunter Ilse, die 1926 den späteren DRK-Chef Ernst-Robert Grawitz heiratete. Von 1914 bis 1918 war er Berufsoffizier im Ersten Weltkrieg. Im November 1919 verließ er die Armee im Rang eines Majors. Von 1921 bis 1924 war Taubert Geschäftsführer im Pommerschen Landbund sowie Führer im Stahlhelm im Landkreis Greifenhagen. Im August 1925 verkaufte er sein nach Kriegsende erworbenes Gut im Landkreis Greifenhagen und war ab 1925 als Verkaufsleiter einer Klavierfabrik in Berlin tätig. Von Anfang September 1929 bis Anfang Oktober 1931 war er als Versicherungsangestellter bei der Schweizerischen Lebensversicherungs- und Rentenanstalt in Berlin tätig und danach arbeitslos. Taubert betätigte sich politisch im Frontbann sowie im Tannenbergbund.
1931 wurde er Mitglied der NSDAP (Mitgliedsnummer 525.246) und der SS (SS-Nummer 23.128). Er arbeitete als hauptamtlicher SS-Führer unter Kurt Daluege und wurde zum SS-Oberführer befördert. Von 1935 bis 1938 war er Stabsleiter im SD-Hauptamt Reinhard Heydrichs und wurde am 13. September 1936 zum SS-Brigadeführer befördert. Von 1938 bis 1945 war er nach Manfred von Knobelsdorff der zweite und letzte Burghauptmann der Wewelsburg, daneben Laienrichter am Volksgerichtshof. Sein Adjutant während der Zeit als Burghauptmann war Gottlieb Bernhardt. 1943 wurde er SS-Obergruppenführer und General der Waffen-SS. Am 31. März 1945 flüchtete er von der Wewelsburg nach Schleswig-Holstein. Dort starb er 1946 in Kiel.

## Auszeichnungen
- Eisernes Kreuz (1914) II. und I. Klasse
- Verwundetenabzeichen (1918) in Schwarz
- Kriegsverdienstkreuz (1939) mit Schwertern II. Klasse
- Ehrendegen des Reichsführers SS
- Totenkopfring der SS